# Europese kampioenschappen powerlifting 2009
De Europese kampioenschappen powerlifting 2009 waren door de European Powerlifting Federation (EPF) georganiseerde kampioenschappen voor powerlifters. De 32e editie van de Europese kampioenschappen vond plaats in de Finse stad Ylitornio van 5 tot 9 mei 2009.

## Uitslagen

### Heren
| klasse   | Goud             | Zilver            | Brons             |
| -------- | ---------------- | ----------------- | ----------------- |
| -56 kg   | Dariusz Wszola   | Paweł Ośmiałowski | Frédéric Tinebra  |
| -60 kg   | Etienne Lited    | Suradzh Chebotar  | Dominik Golak     |
| -67,5 kg | Phillip Richard  | Peep Päll         | Alo Lille         |
| -75 kg   | Jarosław Olech   | Sami Nieminen     | Kader Baali       |
| -82,5 kg | Daniel Miller    | Volodymyr Rysyev  | Robert Mihailov   |
| -90 kg   | Jan Wegiera      | Margus Silbaum    | Andriy Krymov     |
| -100 kg  | Ivan Freydun     | Jacek Wiak        | Anibal Coimbra    |
| -110 kg  | Orhan Bilican    | Tor Herman Omland | Sławomir Ceglarek |
| -125 kg  | Viktor Testsov   | Kenneth Sandvik   | Stefan Huld       |
| +125 kg  | Jari Martikainen | Daniel Grabowski  | Milan Spingl      |

### Dames
| klasse   | Goud               | Zilver                | Brons                  |
| -------- | ------------------ | --------------------- | ---------------------- |
| -48 kg   | Raija Jurkko       | Bénédicte Lepanse     | Sanna Apuli            |
| -52 kg   | Olena Dmytruk      | Magdolna Petroczki    | Mervi Sirki            |
| -56 kg   | Mervi Rantamaki    | Vita Abdulina         | Oksana Chumak          |
| -60 kg   | Dana Matejova      | Mariya Chepil         | Linda Hoiland          |
| -67,5 kg | Antonietta Orsini  | Synnøve Lund          | Susanna Virkkunen      |
| -75 kg   | Olena Kozlova      | Inger Blikra          | Riikka Ylitalo         |
| -82,5 kg | Lelizaveta Ivanova | Anette Pedersen       | Heidi Hille Arnesen    |
| -90 kg   | Ielja Strik        | Yuliya Bushuyeva      |                        |
| +90 kg   | Tetiana Varlamova  | Brenda van der Meulen | Hildeborg Hugdal Juvet |